# 波蘭胡士托音樂藝術節

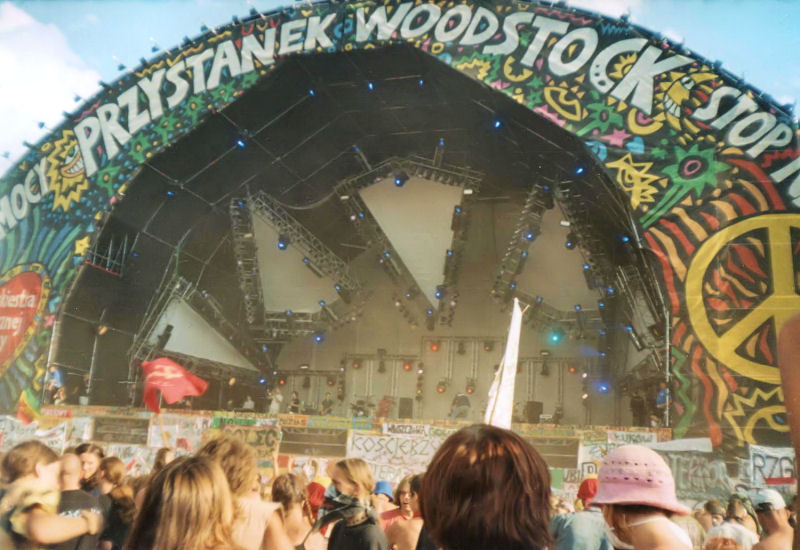
2003在扎雷的波兰伍德斯托克音乐艺术节

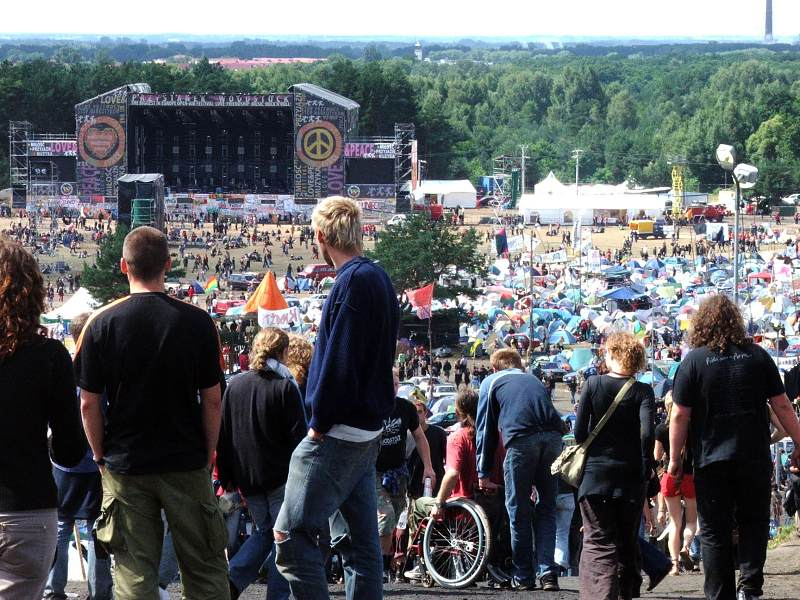
2005在奥得河畔科斯琴的波兰伍德斯托克音乐艺术节

波兰伍德斯托克音乐艺术节（Przystanek Woodstock）是每年在波兰奥得河畔科斯琴市举行的音乐和艺术的免门票音乐节，它是欧洲大型音乐节之一，与格拉斯顿伯里当代表演艺术节, Rock am Ring, 和Exit音乐节齐名。首届音乐节始于1995年，因美国伍德斯托克音乐艺术节启发而得名。2009年，其规模为40万人， 2011年创纪录的参与者为超70万人， 2012年约为55万人 以及2013的50万人。 从第十一届起，其主办者称波兰伍德斯托克音乐艺术节为“欧洲最大型露天音乐节”。2013年5月，它评选为Euronews十佳欧洲音乐节之一。。

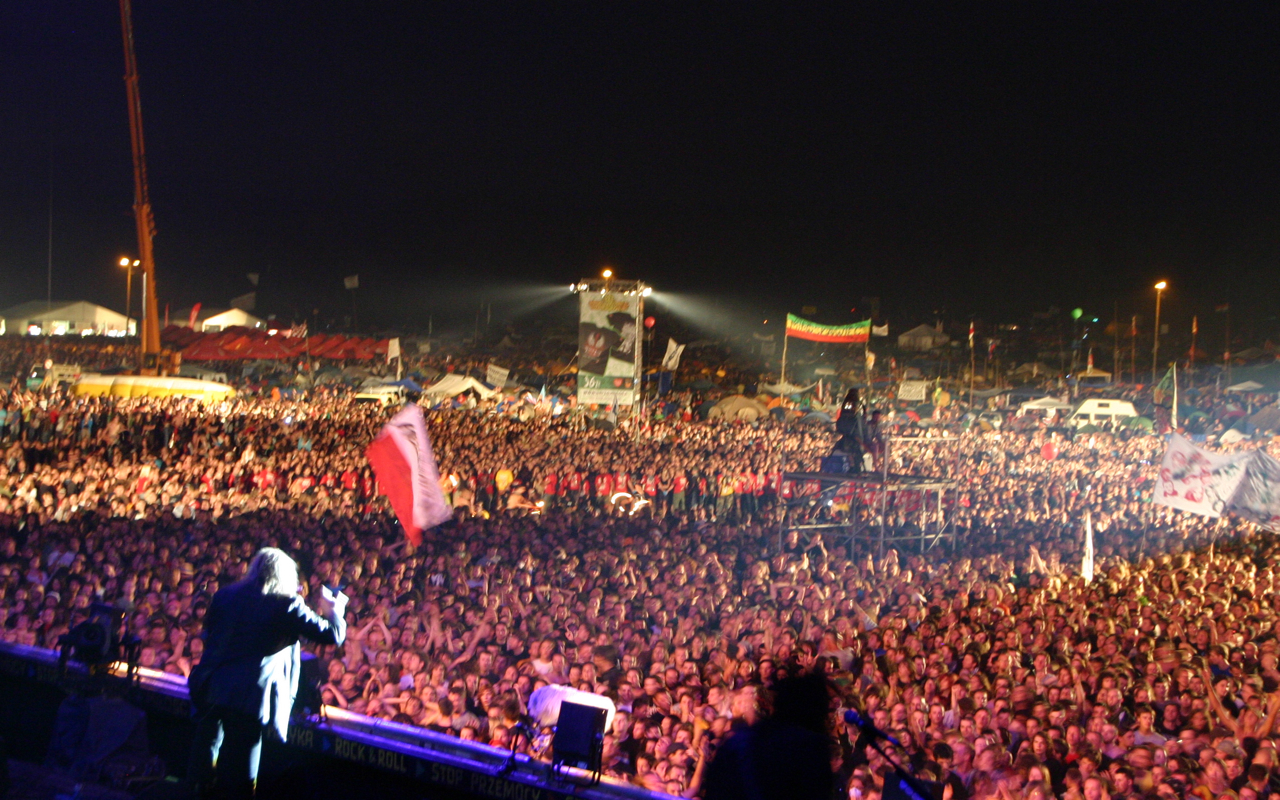
2011波兰伍德斯托克音乐艺术节

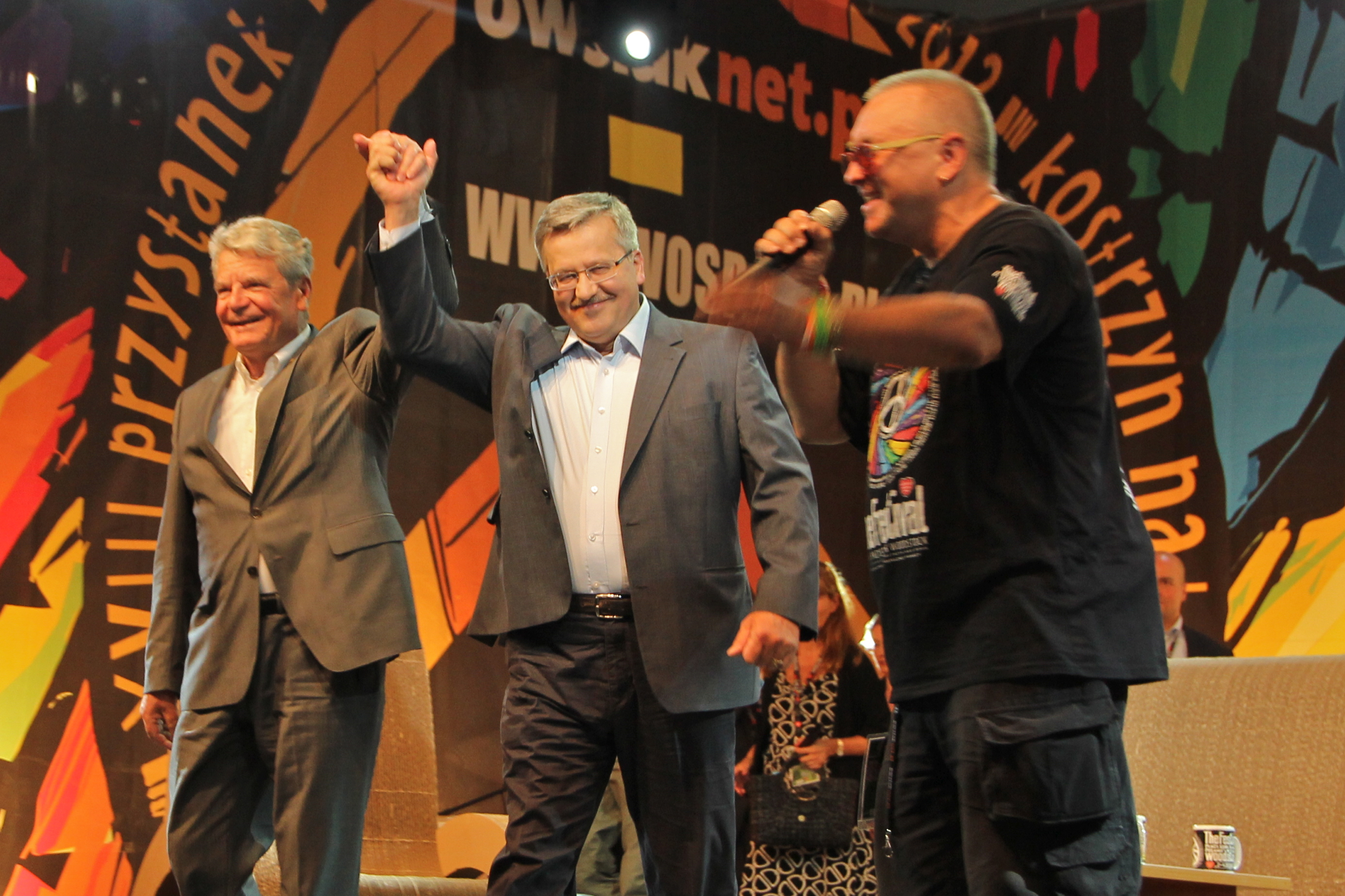
2012波兰总统布羅尼斯瓦夫·科莫羅夫斯基和德国总统约阿希姆·高克参观波兰伍德斯托克音乐艺术节

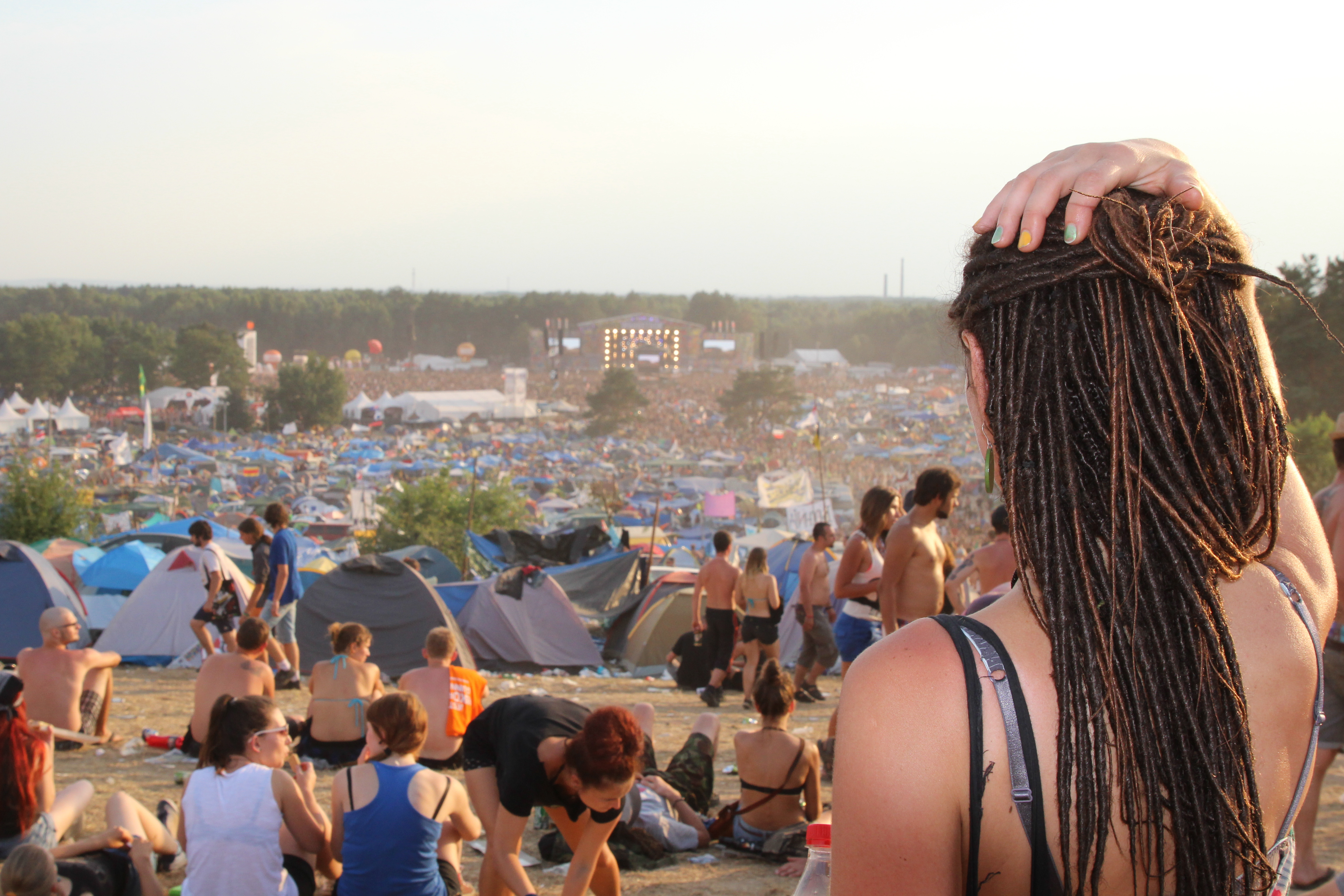
2013波兰伍德斯托克音乐艺术节

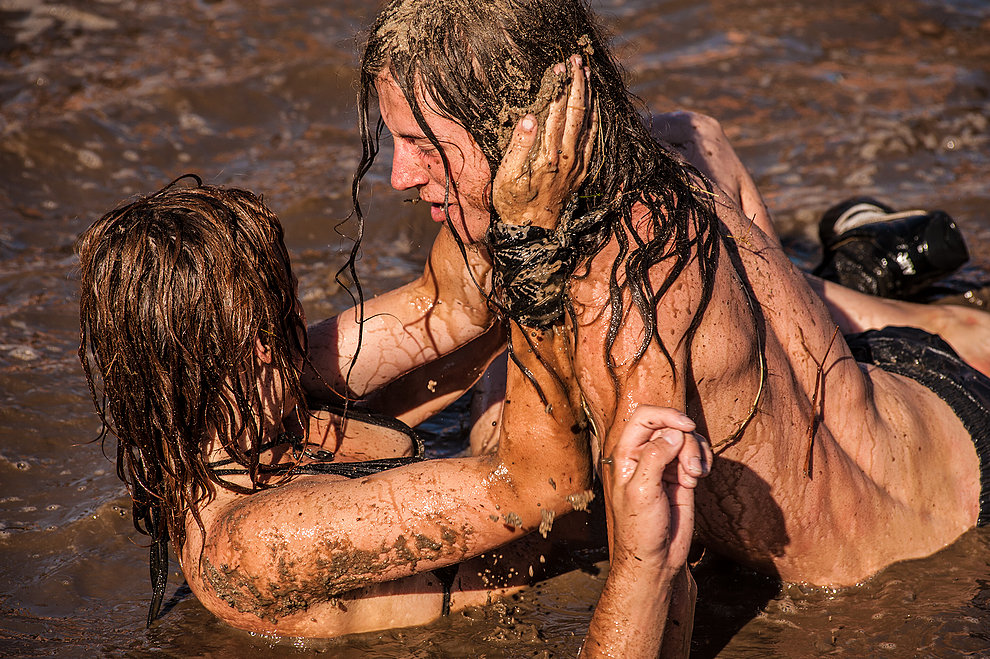
泥巴浴是波兰伍德斯托克音乐艺术节传统的一部分

## 关联項目
- 西南偏南
- 格拉斯顿伯里当代表演艺术节
- Lollapalooza
- Rock am Ring